# Hombori Tondo
Hombori Tondo (v překladu Hora Dnešek je dobrý) je s nadmořskou výškou 1155 metrů nejvyšším vrcholem afrického státu Mali. Tato stolová hora se nachází v maliském regionu Mopti, nedaleko stejnojmenné vesnice Hombori, poblíž silnice mezi městy Mopti a Gao. Nejbližším vyšším vrcholem je 1008 km vzdálený Pic de Tibé (1504 m n. m.) v oblasti Simandou v Guineji.
Hora Hombori Tondo, která se nachází na severovýchodním konci 150 kilometrů dlouhého pískovcového útesu Bandiagara, který je od roku 1989 zapsaný na seznamu Světového dědictví UNESCO, je významným archeologickým nalezištěm se známkami osídlení starými kolem 2000 let.

## Výstup
Výstup na Hombori je náročný, především díky kombinaci klimatických podmínek a terénu, avšak v současné době je ulehčen existencí via ferraty. Výstup se nedoporučuje mimo období prosinec–únor zejména s ohledem na extrémní teploty. Výchozím bodem k výstupu bývá vesnice Hombori, kde je zpravidla možné najmout horského vůdce i potřebné vybavení. Nejčastější strategií k výstupu je odchod z vesnice pozdě odpoledne, po 2–3hodinové túře nocleh v sedle mezi Hombori Tondo a La Clé de Hombori (Klíčem k Hombori - sousední ostrá skalní věž), ještě před rozedněním je vhodné zdolat zbývající necelou hodinu cesty pod skalní stěnu. Výstup náročnou via ferratou a dosažení vrcholu pak trvá další hodinu. Vrchol je pro zdejší obyvatele posvátným místem.